# Jaguar Racing
Jaguar Racing è il reparto corse della casa automobilistica Jaguar. Dal 2016 partecipa al campionato di Formula E con il nome di Jaguar TCS Racing per motivi di sponsorizzazione.
In precedenza, ha partecipato al Campionato mondiale di Formula 1 dal 2000 al 2004 dopo aver rilevato la Stewart Grand Prix. In queste stagioni i risultati si sono fatti attendere, anche a causa di continui cambiamenti nella struttura tecnica e direttiva, e così la casa automobilistica Ford proprietaria del marchio Jaguar e della scuderia ha ceduto tutta la struttura alla Red Bull Racing.

## Storia
La scuderia Jaguar nasce dopo l'acquisto nel 1999 della Stewart Grand Prix da parte del gruppo Ford. La scudiera prende il nome Jaguar nell'ambito di un progetto di promozione della casa automobilistica inglese.

### Formula 1

#### Stagione 2000
Nel 2000 la Jaguar debutta con i piloti Eddie Irvine e Johnny Herbert.
Nelle prime due gare si ritirano entrambi i piloti, nella settima, il Gran Premio di Monaco, Irvine termina al quarto posto, ottenendo così i primi tre punti nella storia del team inglese.
Nel Gran Premio d'Austria Irvine non partecipa a causa di forti dolori addominali, e viene così sostituito da Luciano Burti.
Nelle gare successive Irvine ed Herbert ottengono solo risultati al di fuori della zona punti o ritiri. Nell'ultima gara, il Gran Premio della Malesia il pilota nordirlandese arriva sesto al traguardo, ottenendo quindi un punto.
La Jaguar termina di conseguenza il campionato al 9º posto con 4 punti iridati.

#### Stagione 2001

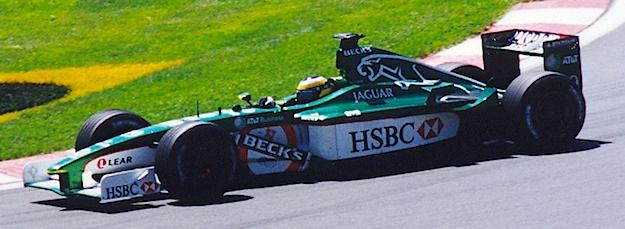
Pedro de la Rosa durante il Gran Premio del Canada 2001

Nella stagione 2001 la Jaguar comincia il campionato con Eddie Irvine e Luciano Burti. Il pilota italo-brasiliano viene però ingaggiato dalla Prost Grand Prix dopo il Gran Premio di San Marino, e il suo posto alla Jaguar viene preso da Pedro de la Rosa, in quel momento collaudatore della scuderia.
Nel Gran Premio di Monaco Irvine termina la gara al 3º posto, ottenendo così i primi punti della stagione e il primo podio nella storia della Jaguar. Nel Gran Premio successivo, in Canada, De La Rosa arriva sesto, portando quindi un altro punto alla scuderia inglese.
Il pilota spagnolo ottiene altri due punti nel Gran Premio d'Italia, concludendo la gara al 5º posto, risultato che verrà bissato da Irvine nel Gran Premio degli Stati Uniti. La posizione finale nel campionato costruttori è l'8º posto, con 9 punti.

#### Stagione 2002
Nella stagione 2002 vengono confermati Irvine e De La Rosa. Il campionato della Jaguar inizia con un quarto posto di Irvine in Australia, in una gara caotica che vede solo 8 piloti al traguardo (De La Rosa arriva 8º con 5 giri di ritardo a causa dei problemi elettrici che lo hanno costretto ad una lunga sosta ai box).
Nelle dodici gare successive il team inglese non ottiene punti (Irvine si ritira ben 10 volte, De La Rosa 5). Nel Gran Premio del Belgio Irvine arriva 6º, e nel successivo Gran Premio d'Italia ottiene il terzo posto (secondo ed ultimo podio nella storia della Jaguar Racing).
Le buone prestazioni delle ultime gare consentono alla Jaguar di migliorare il risultato dell'anno precedente, terminando il campionato al 7º posto con 8 punti.

#### Stagione 2003
Nella stagione 2003 Irvine e De La Rosa vengono sostituiti dall'australiano Mark Webber e dal brasiliano Antônio Pizzonia.
Nel terzo Gran Premio, in Brasile, Webber ottiene il primo posto nelle prequalifiche del venerdì (sul bagnato) e il terzo posto in griglia nelle qualifiche. La gara viene condizionata dalla pioggia, e Webber si ritira per un incidente. I detriti rimasti in pista causano un incidente di Alonso, e viene così esposta la bandiera rossa. Webber viene classificato al 7º posto, ma il venerdì successivo alla gara i risultati vengono modificati e il pilota australiano viene retrocesso al 9º posto.
Nei Gran Premi successivi Webber ottiene altri buoni risultati sia in qualifica (3º posto anche in Ungheria) sia in gara. Va punti sette volte, ottenendo quattro 7° e tre 6° posti.
Pizzonia invece viene surclassato dal compagno di squadra, e quindi a partire dal Gran Premio di Germania viene sostituito da Justin Wilson, il quale va a punti solamente a Indianapolis, giungendo 8º. Nella gara statunitense, disputata con condizioni meteo mutevoli, anche Webber effettua inizialmente una buona prestazione, portandosi addirittura in testa alla corsa, prima di ritirarsi per un'uscita di pista.
Nel campionato costruttori la Jaguar, dopo aver lottato a lungo per il quinto posto, termina in settima posizione, superata a una gara dalla fine dalla Sauber; grazie al nuovo sistema di punteggio i punti ottenuti sono 18, massimo storico della squadra.

#### Stagione 2004

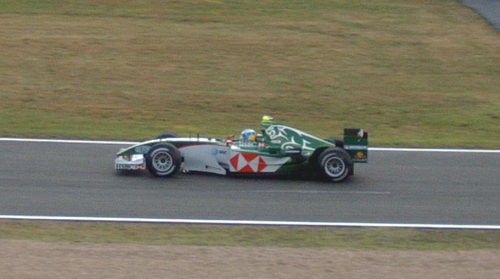
Il collaudatore Björn Wirdheim durante il Gran Premio di Francia 2004

Nella stagione 2004 Webber viene riconfermato, mentre Wilson viene sostituito dall'austriaco Christian Klien forte della sponsorizzazione della Red Bull, che apparì come sponsor sulle vetture durante la stagione.
Nelle qualifiche del Gran Premio della Malesia Webber ottiene la seconda posizione, risultato vanificato in gara da una partenza lenta.
Il pilota australiano va a punti quattro volte (miglior risultato un 6º posto in Germania), Klien ottiene solo un 6º posto in Belgio. La stagione si conclude con un incidente tra i due piloti in Brasile.
Per il terzo anno consecutivo il team termina il campionato al 7º posto, con 10 punti.
Nel corso della stagione il team è protagonista di due episodi curiosi: nel Gran Premio di Monaco, nell'ambito di un progetto di sponsorizzazione, vengono incastonati diamanti vale 250.000 dollari nel musetto delle vetture, di cui uno viene perduto in un incidente di Klien alla curva della Stazione; e nelle ultime gare un meccanico porta ai box un asino gonfiabile che acquisisce notorietà e viene autografato anche da Bernie Ecclestone e Max Mosley.
Al termine della stagione il team viene ceduto alla Red Bull, e diventa così Red Bull Racing.

### Formula E

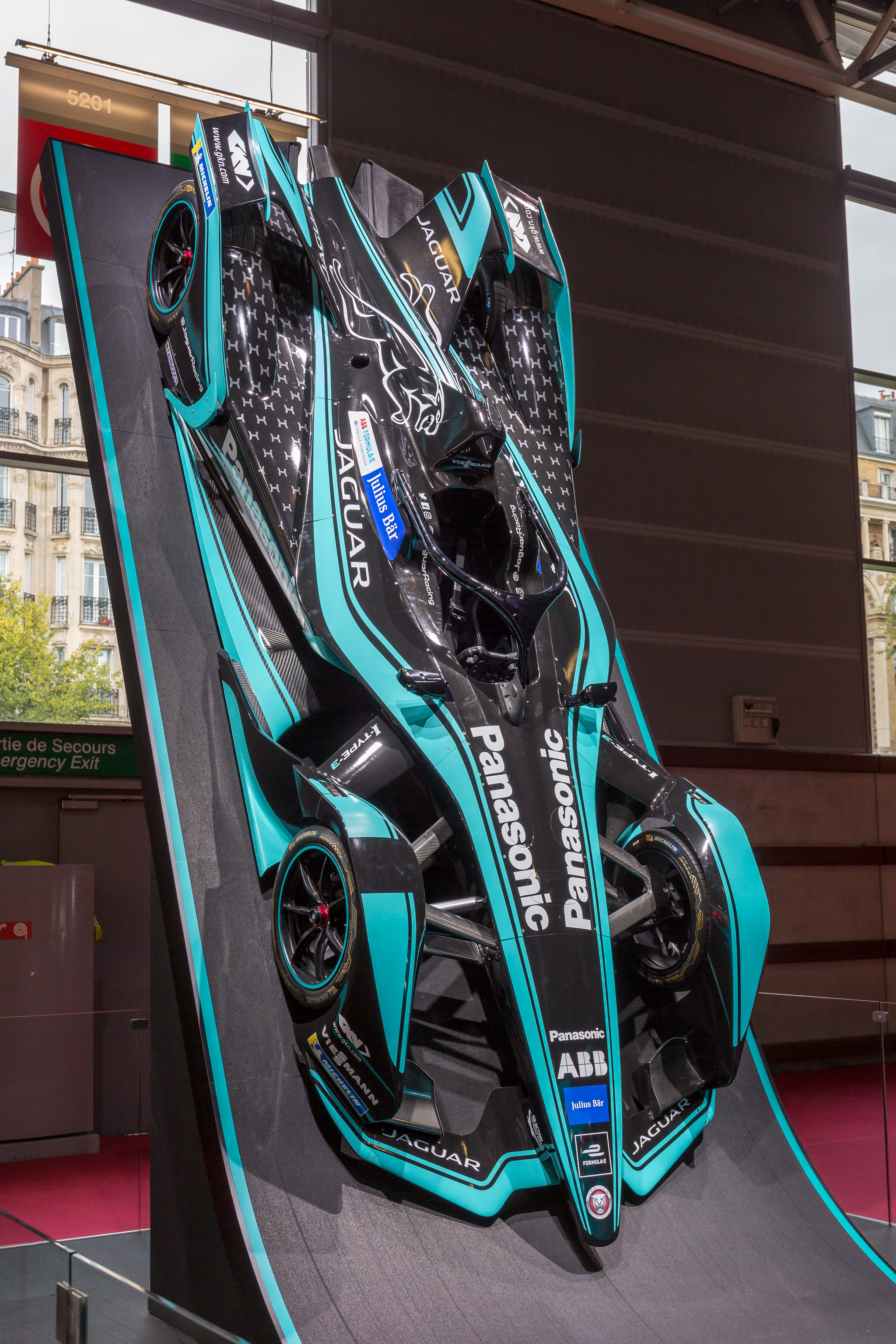
Una Spark-Jaguar I-Type 3 la Motor Show di Parigi del 2018

Il 15 dicembre 2015 viene annunciata l'iscrizione del team al campionato di Formula E 2016-2017 in collaborazione con la Williams. Nell'aprile successivo la squadra nomina come test driver l'indiano Narain Karthikeyan.

#### Stagione 2016-17
La vettura per il primo anno di partecipazione al Campionato di Formula E è denominata Jaguar I-Type 1. I piloti saranno il neozelandese Mitch Evans ed il britannico Adam Carroll. Nelle prime due gare la vettura non si dimostra competitiva con i piloti costretti nelle ultime posizioni. A Buenos Aires Mitch Evans riesce ad entrare nella top ten in qualifica e in gara sfiora la zona punti, salvo poi essere penalizzato di 5 secondi per eccesso di velocità sotto full course yellow. La scuderia ottiene i primi punti a Città del Messico grazie ad Evans (4°) e Carroll (8°). Il neozelandese ottenne un 10º e un 9º posto nelle successive 2 gare, uniti ad un settimo posto a Montréal mentre Carroll giunse 10° a New York 1. Generalmente comunque le vetture si trovavano spesso nelle retrovie. A fine stagione la Jaguar è ultima nel campionato costruttori con 27 punti.

#### Stagione 2017-18
Per la stagione 2017-2018 arriva nel team Nelson Piquet Jr. che affianca il confermato Mitch Evans. Nel primo doppio appuntamento il team ottiene un 4º posto con Piquet, e successivamente coglie il primo podio con Evans (grazie alla squalifica del vincitore Daniel Abt) dopo essere scattato dalla quarta posizione. Nelle 3 gare successive Piquet ottiene due quarti e un sesto posto, trovandosi spesso a lottare per il podio, mentre Evans ottiene un settimo e un sesto posto. La squadra termina la stagione al sesto posto della classifica a squadre.

#### Stagione 2018-19
Nella stagione successiva vengono confermati entrambi i piloti. A metà stagione, tra la sesta e la settima tappa, la squadra sostituisce Nelson Piquet Jr. con Alex Lynn. All'E-Prix di Roma Evans ottiene la prima vittoria nella storia del team. A fine stagione, il team risulta 7º in classifica costruttori, con 116 punti conquistati.

#### Stagione 2019-20
Per la stagione 2019-20 la Jaguar conferma l'esperto Mitch Evans mentre al suo fianco debutta in Formula E James Calado. Durante la stagione Evans ha conquistato una vittoria nell'E-Prix del Messico e un podio in Cile. Il team termina il campionato al 7º posto in classifica costruttori con 81 punti all'attivo.

#### Stagione 2020-21
Per la stagione 2020-21 la scuderia conferma Mitch Evans e ingaggia Sam Bird che fino alla scorsa stagione aveva corso per la Virgin. Fin da subito i due piloti ottengono buoni risultati, infatti Evans conquista un podio in Gara 1 dell'E-Prix di Dirʿiyya, mentre Bird vince Gara 2. La scuderia inoltre conquista un doppio podio nella Gara 1 dell'E-Prix di Roma, con Bird secondo ed Evans terzo. Dopo alcuni podi conquistati da Evans e la vittoria di Bird nell'E-Prix di New York, la squadra termina il campionato al 2º posto con 177 punti, miglior risultato da quando Jaguar compete in questa categoria.

#### Stagione 2021-22
La scuderia conferma la coppia di piloti dell'anno precedente in vista della stagione 2021-22. I risultati di maggior spicco portano tutti la firma di Evans, che conquista quattro vittorie agli appuntamenti di Roma (gara 1 e 2), Giacarta e Seoul, per un totale di 7 podi stagionali, che proietteranno difatti Evans al secondo posto in classifica piloti. La squadra chiude il campionato al 4º posto in classifica costruttori con 231 punti all'attivo.

#### Stagione 2022-23
Anche per la stagione 2022-23 la scuderia conferma la coppia Bird-Evans. Dopo alcuni risultati altalenanti, entrambi i piloti conquistano numerosi podi; Bird conquista tre terzi posti e un secondo piazzamento all'E-Prix di Berlino, Evans invece contribuisce con sette podi complessivi, conditi da quattro vittorie agli appuntamenti di San Paolo, Berlino, Roma e Londra. La squadra termina la stagione al 2º posto con 292 punti, eguagliando il miglior risultato ottenuto nella stagione 2020-21 e aumentando il numero di punti all'attivo.

#### Stagione 2023-24
Per la stagione 2023-24, il team conferma Mitch Evans e decide di ingaggiare Nick Cassidy, che nella stagione precedente aveva corso per Envision, al posto del partente Bird. Il nuovo pilota si presenta subito bene, raccogliendo tre podi e una vittoria a Dirʿiyya nelle prime tre gare. Durante l'intera stagione, entrambi i piloti hanno mostrato una buona continuità, conquistando complessivamente quattro vittorie (due per pilota agli appuntamenti di Dirʿiyya, Monaco, Berlino e Shangai), quattro pole position e 14 podi. Questi eccellenti risultati hanno portato la scuderia a conquistare il suo primo titolo mondiale di categoria.

#### Stagione 2024-25
Per la stagione 2024-25 il team conferma Evans e Cassidy, arrivati rispettivamente secondo e terzo nel campionato precedente. Evans vince il primo E-Prix stagionale a San Paolo mentre Cassidy conquista il successo in Gara 2 a Shanghai, undicesimo appuntamento del mondiale.

## Piloti

### Formula 1
- Eddie Irvine (2000-2002): 49 GP
- Mark Webber (2003-2004): 34 GP

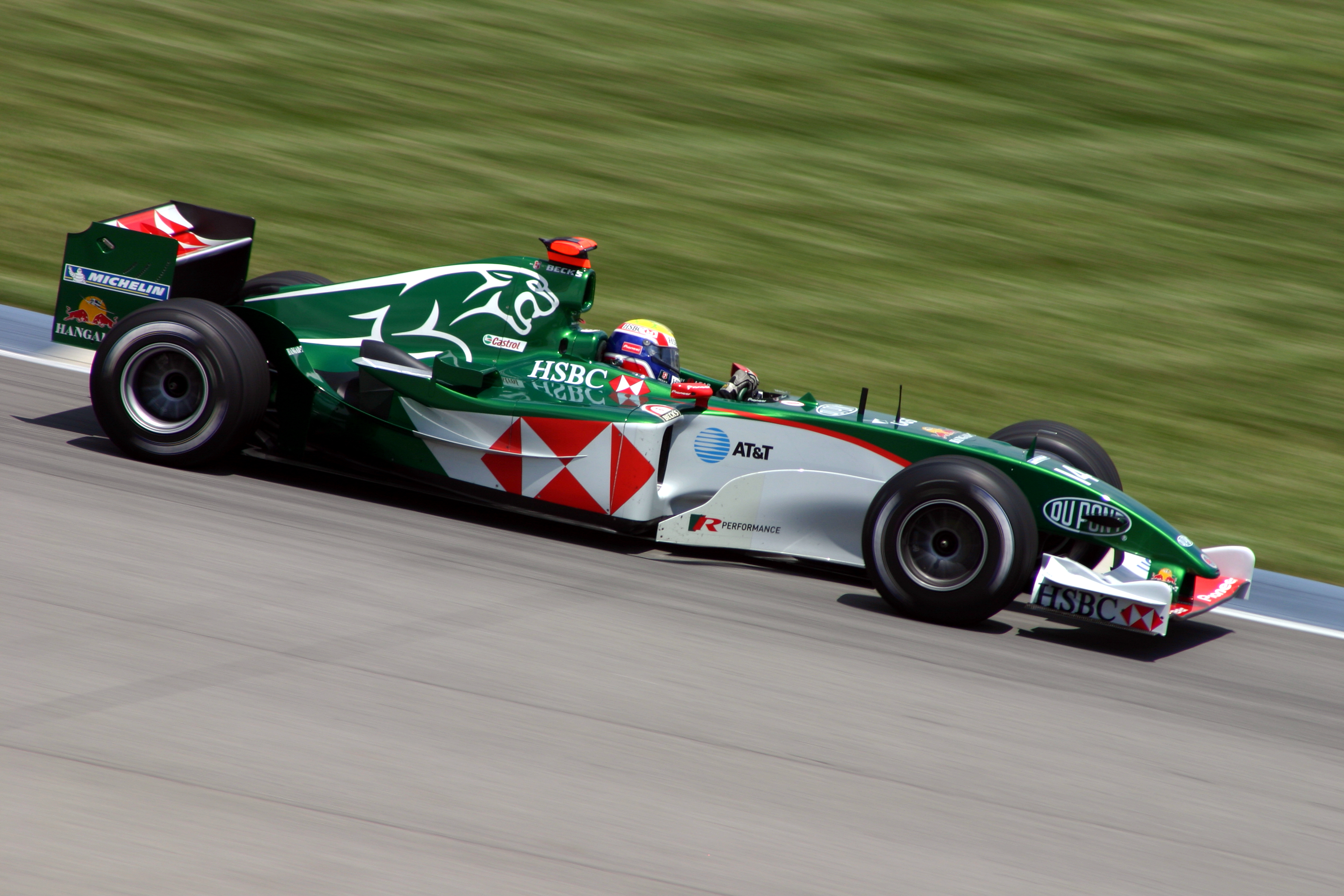
Mark Webber al volante della sua Jaguar durante il Gran Premio degli Stati Uniti 2004.

- Pedro de la Rosa (2001-2002): 30 GP
- Christian Klien (2004): 18 GP
- Johnny Herbert (2000): 17 GP
- Antonio Pizzonia (2003): 11 GP
- Justin Wilson (2003): 5 GP
- Luciano Burti (2000-2001) 5 GP

### Formula E
- Mitch Evans (dal 2016) 122 GP;
- Sam Bird (2020-2023) 45 GP;
- Nick Cassidy (dal 2023) 28 GP;
- Nelson Piquet Jr. (2017-2019) 18 GP;
- Adam Carroll (2016-17) 12 GP;
- James Calado (2019-2020) 9 GP;
- Alex Lynn (2019) 7 GP;
- Tom Blomqvist  (2020) 2 GP.

## Risultati Sportivi

### Formula 1
| Anno | Vettura | Motore        | Gomme | Piloti  |     |     |    |    |    |     |   |     |     |    |     |     |    |     |    |   |     |  | Punti | Pos. |
| ---- | ------- | ------------- | ----- | ------- | --- | --- | -- | -- | -- | --- | - | --- | --- | -- | --- | --- | -- | --- | -- | - | --- |  | ----- | ---- |
| 2000 | R1      | Cosworth CR-2 | B     | Irvine  | Rit | Rit | 7  | 13 | 11 | Rit | 4 | 13  | 13  | SP | 10  | 8   | 10 | Rit | 7  | 8 | 6   |  | 4     | 9º   |
| 2000 | R1      | Cosworth CR-2 | B     | Burti   |     |     |    |    |    |     |   |     |     | 11 |     |     |    |     |    |   |     |  | 4     | 9º   |
| 2000 | R1      | Cosworth CR-2 | B     | Herbert | Rit | Rit | 10 | 12 | 13 | 11  | 9 | Rit | Rit | 7  | Rit | Rit | 8  | Rit | 11 | 7 | Rit |  | 4     | 9º   |

| Anno | Vettura | Motore        | Gomme | Piloti     |    |     |     |     |     |     |     |     |   |     |    |     |     |     |     |    |     |  | Punti | Pos. |
| ---- | ------- | ------------- | ----- | ---------- | -- | --- | --- | --- | --- | --- | --- | --- | - | --- | -- | --- | --- | --- | --- | -- | --- |  | ----- | ---- |
| 2001 | R2      | Cosworth CR-3 | M     | Irvine     | 11 | Rit | Rit | Rit | Rit | 7   | 3   | Rit | 7 | Rit | 9  | Rit | Rit | NP  | Rit | 5  | Rit |  | 9     | 8º   |
| 2001 | R2      | Cosworth CR-3 | M     | Burti      | 8  | 10  | Rit | 11  |     |     |     |     |   |     |    |     |     |     |     |    |     |  | 9     | 8º   |
| 2001 | R2      | Cosworth CR-3 | M     | De La Rosa |    |     |     |     | Rit | Rit | Rit | 6   | 8 | 14  | 12 | Rit | 11  | Rit | 5   | 12 | Rit |  | 9     | 8º   |

| Anno | Vettura | Motore                      | Gomme | Piloti     |   |     |   |     |     |     |    |     |     |     |     |     |     |     |     |     |     |  | Punti | Pos. |
| ---- | ------- | --------------------------- | ----- | ---------- | - | --- | - | --- | --- | --- | -- | --- | --- | --- | --- | --- | --- | --- | --- | --- | --- |  | ----- | ---- |
| 2002 | R3      | Cosworth CR-3 Cosworth CR-4 | M     | Irvine     | 4 | Rit | 7 | Rit | Rit | Rit | 9  | Rit | Rit | Rit | Rit | Rit | Rit | 6   | 3   | 10  | 9   |  | 8     | 7º   |
| 2002 | R3      | Cosworth CR-3 Cosworth CR-4 | M     | De La Rosa | 8 | 10  | 8 | Rit | Rit | Rit | 10 | Rit | 11  | 11  | 9   | Rit | 13  | Rit | Rit | Rit | Rit |  | 8     | 7º   |

| Anno | Vettura | Motore        | Gomme | Piloti   |     |     |     |     |     |   |     |    |    |    |     |     |     |     |     |    |  |  | Punti | Pos. |
| ---- | ------- | ------------- | ----- | -------- | --- | --- | --- | --- | --- | - | --- | -- | -- | -- | --- | --- | --- | --- | --- | -- |  |  | ----- | ---- |
| 2003 | R4      | Cosworth CR-5 | M     | Webber   | Rit | Rit | 9   | Rit | 7   | 7 | Rit | 7  | 6  | 6  | 14  | 11  | 6   | 7   | Rit | 11 |  |  | 18    | 7º   |
| 2003 | R4      | Cosworth CR-5 | M     | Pizzonia | 13  | Rit | Rit | 14  | Rit | 9 | Rit | 10 | 10 | 10 | Rit |     |     |     |     |    |  |  | 18    | 7º   |
| 2003 | R4      | Cosworth CR-5 | M     | Wilson   |     |     |     |     |     |   |     |    |    |    |     | Rit | Rit | Rit | 8   | 13 |  |  | 18    | 7º   |

| Anno | Vettura | Motore        | Gomme | Piloti |     |     |    |    |     |     |    |     |     |    |    |    |    |     |    |     |     |     | Punti | Pos. |
| ---- | ------- | ------------- | ----- | ------ | --- | --- | -- | -- | --- | --- | -- | --- | --- | -- | -- | -- | -- | --- | -- | --- | --- | --- | ----- | ---- |
| 2004 | R5      | Cosworth CR-6 | M     | Webber | Rit | Rit | 8  | 13 | 12  | Rit | 7  | Rit | Rit | 9  | 8  | 6  | 10 | Rit | 9  | 10  | Rit | Rit | 10    | 7º   |
| 2004 | R5      | Cosworth CR-6 | M     | Klien  | 11  | 10  | 14 | 14 | Rit | Rit | 12 | 9   | Rit | 11 | 14 | 10 | 13 | 6   | 13 | Rit | 12  | 14  | 10    | 7º   |

| Legenda | 1º posto     | 2º posto | 3º posto    | A punti         | Senza punti/Non class.  | Grassetto – Pole position Corsivo – Giro più veloce |
| Legenda | Squalificato | Ritirato | Non partito | Non qualificato | Solo prove/Terzo pilota | Grassetto – Pole position Corsivo – Giro più veloce |

### Formula E
| Stagione | Vettura               | Gomme | No. | Piloti            | 1   | 2   | 3   | 4    | 5   | 6   | 7   | 8   | 9   | 10  | 11  | 12   | 13   | 14  | 15   | 16  | Punti | Pos |
| -------- | --------------------- | ----- | --- | ----------------- | --- | --- | --- | ---- | --- | --- | --- | --- | --- | --- | --- | ---- | ---- | --- | ---- | --- | ----- | --- |
| 2016-17  | Spark-Jaguar I-Type 1 | M     |     |                   | HKG | MAR | BNA | MEX  | MON | PAR | BER | BER | NYC | NYC | MTR | MTR  |      |     |      |     | 27    | 10º |
| 2016-17  | Spark-Jaguar I-Type 1 | M     | 47  | Adam Carroll      | 12  | 14  | 17  | 8    | 14  | 15  | 14  | 16  | 10  | 11  | 16  | 14   |      |     |      |     | 27    | 10º |
| 2016-17  | Spark-Jaguar I-Type 1 | M     | 20  | Mitch Evans       | Rit | 17  | 13  | 4    | 10  | 9   | Rit | 17  | NC  | Rit | 7   | 12   |      |     |      |     | 27    | 10º |
| 2017-18  | Spark-Jaguar I-Type 2 | M     |     |                   | HKG | HKG | MAR | SAN  | MEX | PDE | ROM | PAR | BER | ZUR | NYC | NYC  |      |     |      |     | 119   | 6º  |
| 2017-18  | Spark-Jaguar I-Type 2 | M     | 3   | Nelson Piquet Jr. | 4   | 12  | 4   | 6    | 4   | Rit | Rit | Rit | 12  | Rit | Rit | 7    |      |     |      |     | 119   | 6º  |
| 2017-18  | Spark-Jaguar I-Type 2 | M     | 20  | Mitch Evans       | 12  | 3   | 11  | 7    | 6   | 4   | 9   | 15  | 6   | 7   | Rit | 6    |      |     |      |     | 119   | 6º  |
| 2018-19  | Spark-Jaguar I-Type 3 | M     |     |                   | DIR | MAR | SAN | MEX  | HKG | SAY | ROM | PAR | MON | BER | BRN | NYC  | NYC  |     |      |     | 116   | 7°  |
| 2018-19  | Spark-Jaguar I-Type 3 | M     | 3   | Nelson Piquet Jr. | 10  | 14  | 11  | Rit  | Rit | Rit |     |     |     |     |     |      |      |     |      |     | 116   | 7°  |
| 2018-19  | Spark-Jaguar I-Type 3 | M     | 3   | Alex Lynn         |     |     |     |      |     |     | 12  | Rit | 8   | Rit | 7   | Rit  | 16   |     |      |     | 116   | 7°  |
| 2018-19  | Spark-Jaguar I-Type 3 | M     | 20  | Mitch Evans       | 4   | 9   | 6   | 7    | 7   | 9   | 1   | 16  | 6   | 12  | 2   | 2    | 17   |     |      |     | 116   | 7°  |
| 2019-20  | Spark-Jaguar I-Type 4 | M     |     |                   | DIR | DIR | SAN | MEX  | MAR | BER | BER | BER | BER | BER | BER |      |      |     |      |     | 81    | 7°  |
| 2019-20  | Spark-Jaguar I-Type 4 | M     | 20  | Mitch Evans       | 10  | 18  | 3G  | 1G   | 6   | 13  | 12* | 9   | 7   | 7*  | 11  |      |      |     |      |     | 81    | 7°  |
| 2019-20  | Spark-Jaguar I-Type 4 | M     | 51  | James Calado      | 16  | 7   | 8   | SQ   | 16  | 15  | 20  | Rit | 17  |     |     |      |      |     |      |     | 81    | 7°  |
| 2019-20  | Spark-Jaguar I-Type 4 | M     | 51  | Tom Blomqvist     |     |     |     |      |     |     |     |     |     | 12  | 17  |      |      |     |      |     | 81    | 7°  |
| 2020-21  | Spark-Jaguar I-Type 5 | M     |     |                   | DIR | DIR | ROM | ROM  | VAL | VAL | MON | PUE | PUE | NYC | NYC | LON  | LON  | BER | BER  |     | 177   | 2°  |
| 2020-21  | Spark-Jaguar I-Type 5 | M     | 20  | Mitch Evans       | 3   | Rit | 3   | 6    | Rit | 15  | 3   | 8   | 9   | Rit | 13  | 14   | 3    | 3*  | Rit* |     | 177   | 2°  |
| 2020-21  | Spark-Jaguar I-Type 5 | M     | 10  | Sam Bird          | Rit | 1   | 2*  | Rit* | SQ* | 14  | 7*  | Rit | 12  | 9*  | 1G* | Rit* | Rit* | Rit | 7    |     | 177   | 2°  |
| 2021-22  | Spark-Jaguar I-Type 5 | M     |     |                   | DIR | DIR | MEX | ROM  | ROM | MON | BER | BER | GIA | MAR | NYC | NYC  | LON  | LON | SEO  | SEO | 231   | 4°  |
| 2021-22  | Spark-Jaguar I-Type 5 | M     | 9   | Mitch Evans       | 10* | 21  | 19  | 1    | 1   | 2   | 5*  | 10  | 1*  | 3   | 11  | 3    | 5*   | Rit | 1    | 7*  | 231   | 4°  |
| 2021-22  | Spark-Jaguar I-Type 5 | M     | 10  | Sam Bird          | 4   | 15  | 15  | 5    | Rit | Rit | 7   | 11  | 10  | 9   | 7   | 5    | Rit  | 8   |      |     | 231   | 4°  |
| 2021-22  | Spark-Jaguar I-Type 5 | M     | 10  | Norman Nato       |     |     |     |      |     |     |     |     |     |     |     |      |      |     | 13   | 14  | 231   | 4°  |
| 2022-23  | Spark-Jaguar I-Type 6 | H     |     |                   | MEX | DIR | DIR | HYD  | CAP | SAP | BER | BER | MON | GIA | GIA | POR  | ROM  | ROM | LON  | LON | 292   | 2°  |
| 2022-23  | Spark-Jaguar I-Type 6 | H     | 9   | Mitch Evans       | 8   | 10  | 7   | Rit  | 11  | 1   | 1   | 4   | 2   | Rit | 3   | 4    | 1    | Rit | 1    | 2   | 292   | 2°  |
| 2022-23  | Spark-Jaguar I-Type 6 | H     | 10  | Sam Bird          | Rit | 3   | 4   | Rit  | NP  | 3   | 2   | 19  | 16  | 20  | NP  | 17   | Rit  | 3   | 4    | 7   | 292   | 2°  |
| 2023-24  | Spark-Jaguar I-type 6 | H     |     |                   | MEX | DIR | DIR | SAP  | TOK | MIS | MIS | MON | BER | BER | SHA | SHA  | POR  | POR | LON  | LON | 368   | 1°  |
| 2023-24  | Spark-Jaguar I-type 6 | H     | 9   | Mitch Evans       | 5   | 5   | 10  | 2    | 15  | 5   | NC  | 1   | 4   | 6   | 1   | 5    | 8    | 3   | 2    | 3   | 368   | 1°  |
| 2023-24  | Spark-Jaguar I-type 6 | H     | 37  | Nick Cassidy      | 3   | 3   | 1   | Rit  | 8   | Rit | 3   | 2   | 1   | 2   | 3   | 4    | 19   | 13  | 7    | Rit | 368   | 1°  |
| 2024-25  | Spark-Jaguar I-type 7 | H     |     |                   | SAP | MEX | JED | JED  | MIA | MON | MON | TOK | TOK | SHA | SHA | GIA  | BER  | BER | LON  | LON | 93    | 7°  |
| 2024-25  | Spark-Jaguar I-type 7 | H     | 9   | Mitch Evans       | 1   | Rit | 19  | Rit  | 16  | 20  | 18  | Rit | NP  | 20  | 14  | 12   |      |     |      |     | 93    | 7°  |
| 2024-25  | Spark-Jaguar I-type 7 | H     | 37  | Nick Cassidy      | 15  | 12  | 11  | 5    | 15  | 18  | 3   | 10  | 7   | 21  | 1   | 5    |      |     |      |     | 93    | 7°  |

| Legenda | 1º posto                | 2º posto        | 3º posto            | A punti      | Senza punti | Grassetto=Pole position Corsivo=Giro più veloce |
| Legenda | Solo prove/Terzo pilota | Non qualificato | Ritirato/Non class. | Squalificato | Non partito | Grassetto=Pole position Corsivo=Giro più veloce |